# Вексилляция
Вексилляция (вексилия, лат. vexillatio — отряд вексиллариев, от vexillum — «знамя», «штандарт») — особый, относительно небольшой отряд легиона, реже когорты, манипулы или нумерия, выделенный для участия в боевых действиях, когда сам легион выполнял другие задачи, либо нёсший гарнизонную или патрульную службу. 
После выполнения своих задач вексилляции (вексилии) распускались, сливаясь со своими штатными формированиями.
Создание вексилляций, предположительно в период ранней римской империи, придало бо́льшую структурную гибкость римским войском, но приблизительно с 235 по 290 годы вексилляции так часто перебрасывались с одной границы на другую, что личный состав подразделений перемешался. В результате Диоклетиан в ходе военной реформы был вынужден создать обособленные (отдельные) части: постоянно расквартированные пограничные части и мобильные войска, перебрасываемые в районы военной напряжённости.
Известны конные отряды-вексилляции, называемые equites Dalmatae, equites stablesiani, equites Mauri и equites scutarii.